# Републикански път III-642
Републикански път IIІ-642 е третокласен път, част от Републиканската пътна мрежа на България, преминаващ изцяло по територията на област Пловдив. Дължината му е 30,2 км.
Пътят се отклонява надясно при 11,4 км на Републикански път II-64 и се насочва на запад, преминава през село Михилци, преодолява източната, най-ниска част на Същинска Средна гора и достига центъра на град Хисаря. От там продължава на юг, навлиза в Горнотракийската низина, преминава прлез селата Черничево, Дуванлии и Калояново и на 4 км югоизточно от последното, до гара Калояново отново се свързва с Републикански път II-64 при неговия 34,8 км.
| Пътища, отклоняващи се надясно (населено място, № на пътя, посока на пътя) | Км   | Пътища, отклоняващи се наляво (посока на пътя, № на пътя, населено място) |
| -------------------------------------------------------------------------- | ---- | ------------------------------------------------------------------------- |
| Община Хисаря, II-64, 11,4 км →                                            | 0,0  | → 11,4 км, II-64, Община Хисаря                                           |
| с. Михилци                                                                 | 1    | с. Михилци                                                                |
| гр. Хисаря                                                                 | 9,2  | гр. Хисаря                                                                |
| (от с. Красново) III-6061, 21,7 км, с. Черничево →                         | 16,4 | с. Черничево                                                              |
| Община Калояново                                                           | 20   | Община Калояново                                                          |
| с. Дуванлии                                                                | 25,1 | с. Дуванлии                                                               |
| (за с. Житница) общински път, с. Калояново ←                               | 26,2 | с. Калояново                                                              |
| (от гр. Карлово) II-64, 34,8 км →                                          | 30,2 | → 34,8 км, II-64 (до гр. Пловдив)                                         |